# Villesèquelande
Villesèquelande là một xã của Pháp, nằm ở tỉnh Aude trong vùng Occitanie.
Người dân địa phương trong tiếng Pháp gọi là Villeséquois et Villeséquoises.

## Hành chính
| Danh sách các xã trưởng                |           |                |      |         |
| Giai đoạn                              | Giai đoạn | Tên            | Đảng | Tư cách |
| tháng 3 năm 2001                       |           | Jacques Brunel |      |         |
| Tất cả các dữ liệu trước đây không rõ. |           |                |      |         |

## Thông tin nhân khẩu
| 1793 | 1800 | 1806 | 1821 | 1831 | 1836 | 1841 | 1846 | 1851 |
| ---- | ---- | ---- | ---- | ---- | ---- | ---- | ---- | ---- |
| 392  | 440  | 427  | 464  | 410  | 379  | 384  | 393  | 385  |

| 1856 | 1861 | 1866 | 1872 | 1876 | 1881 | 1886 | 1891 | 1896 |
| ---- | ---- | ---- | ---- | ---- | ---- | ---- | ---- | ---- |
| 378  | 379  | 362  | 315  | 327  | 311  | 321  | 364  | 355  |

| 1901 | 1906 | 1911 | 1921 | 1926 | 1931 | 1936 | 1946 | 1954 |
| ---- | ---- | ---- | ---- | ---- | ---- | ---- | ---- | ---- |
| 395  | 414  | 406  | 384  | 393  | 400  | 390  | 350  | 355  |

| 1962                                         | 1968 | 1975 | 1982 | 1990 | 1999 | - | - | - |
| -------------------------------------------- | ---- | ---- | ---- | ---- | ---- | - | - | - |
| 348                                          | 342  | 455  | 521  | 506  | 571  | - | - | - |
| Số liệu kể từ 1962 : dân số không tính trùng |      |      |      |      |      |   |   |   |

Graphique d'évolution de la population 1794-1999